# Isla Corisco (Guinea Ecuatorial)
Corisco o Mandyi es una pequeña isla que forma parte de Guinea Ecuatorial y está localizada a 29 km al sudoeste del estuario del río Muni que define su frontera con Gabón. Esta área insular es un municipio (que incluye las otras islas, Elobey Grande y Elobey Chico) perteneciente a la provincia del Litoral. El nombre Corisco deriva de una palabra portuguesa que significa «relámpago». Tiene un área de 15 km² y su punto más alto está a 35 metros sobre el nivel del mar. Sus coordenadas geográficas son: latitud 0°55′ N, longitud 9°20′ E. La población más importante de la isla es Gobe.

## Historia

### Edad del Hierro, Prehistoria
Durante la Edad del Hierro y más tarde (50 a. C.-1400 d. C.), antes de la llegada de los portugueses, la isla se encontraba densamente poblada. El área de Nandá ha constituido la mayor evidencia de asentamiento humano, donde bastantes tumbas prehistóricas han sido descubiertas y excavadas. En 2011 una serie de excavaciones en una zona de enterramientos de inicios de la Edad del Hierro en la isla de Corisco descubrieron la que es la mayor necrópolis prehistórica del África centro-occidental. Fueron descubiertos en las tumbas: ajuares cerámicos y metálicos, abundantes hachas, collares, brazaletes y lingotes-monedas.

### Compañía comercial portuguesa
Originalmente en la isla se asentó la población benga, pero en 1648 Portugal creó la «Compañía de Corisco», dedicada al comercio de esclavos, por lo cual construyó una de las primeras edificaciones europeas en la isla, el fuerte de Punta Joko.
Los comerciantes portugueses mantuvieron buenas relaciones con los bengas, que también poseían un sistema económico esclavista propio, siendo generalmente sus servidores particulares los fang y nvikos.

### Protectorado español

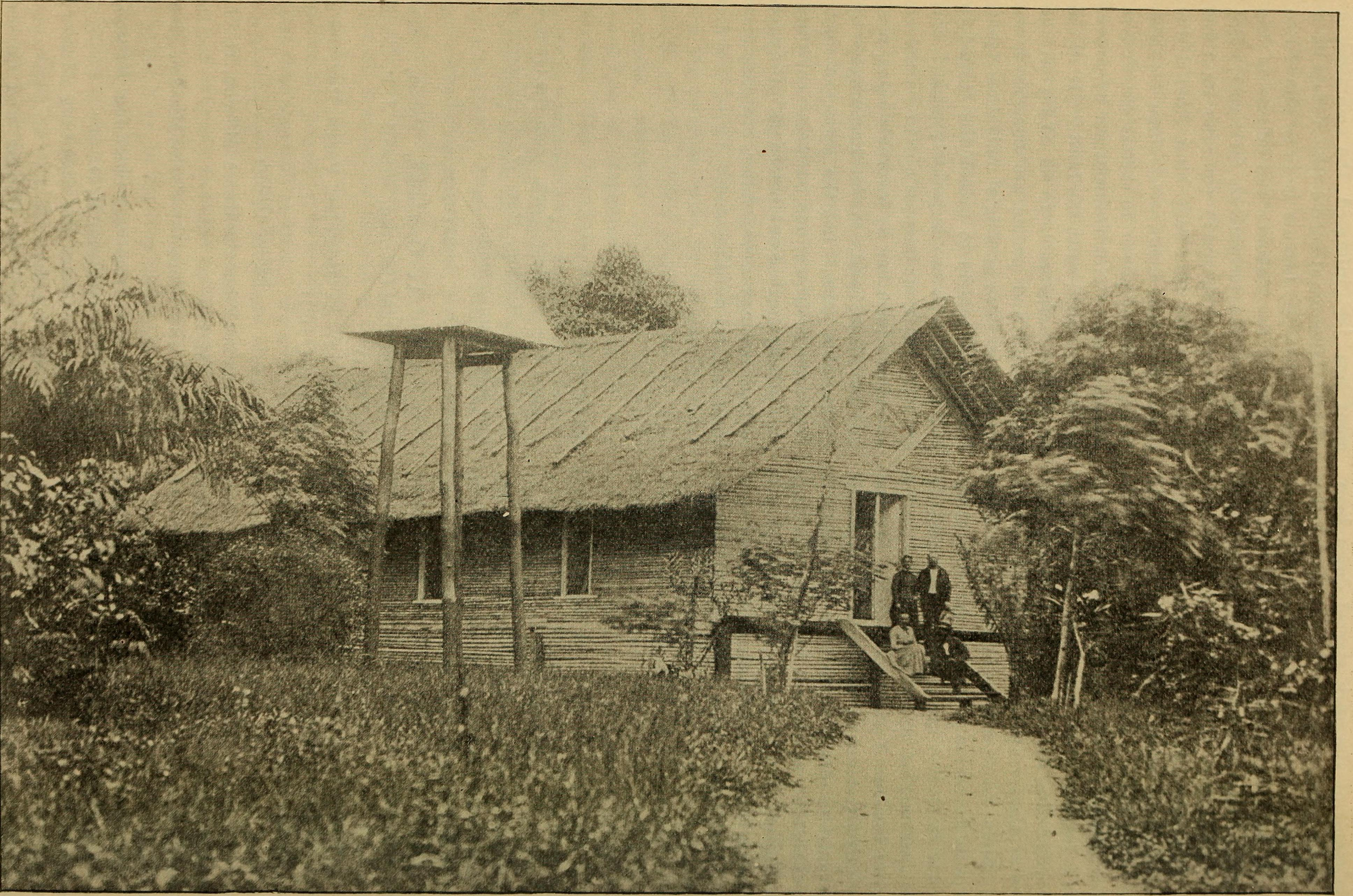
Misioneros en 1895.

Para finales del siglo XVIII el reino benga comprendía la isla de Corisco y la actual localidad de Cabo San Juan, en la costa continental. La isla estableció acuerdos con España en 1843, como resultado de un arreglo entre Juan José Lerena y Barry y el rey benga, Bonkoro I.
Este murió en 1846 y fue sucedido por su hijo Bonkoro II, pero las rivalidades en la isla hicieron que el sucesor fuera desterrado por el gobierno colonial español a la isla de Santo Tomé, estableciéndose posteriormente en Cabo San Juan, y de esta forma Munga I reinó en Corisco entre los años 1848 y 1858, fecha en que recibe el apoyo del primer gobernador español, Carlos de Chacón y Michelena, que lo nombra teniente de gobernador de Corisco.
Posteriormente el hijo sucesor, el príncipe Munga II, tomó el poder contando con la guarnición española de la isla, desde 1859 hasta 1875, mientras en Cabo San Juan reinaba Bonkoro III. La guarnición española sería luego trasladada a la isla de Elobey Chico.
Corisco recibió la visita del explorador Manuel Iradier Bulfy en la década de 1870. Los restos del fuerte de Punta Joko fueron usados en 1885 para la construcción de la Misión Católica en Corisco. Tras Munga II, reinaron en Corisco Iyenge (1883-1886) y Fernando Otimbo (1886-1906), reunificándose el país tras este último. Durante el reinado nominal de Santiago Uganda (1906-1960), el reino benga se disolvió en la administración española.

### SigloXX

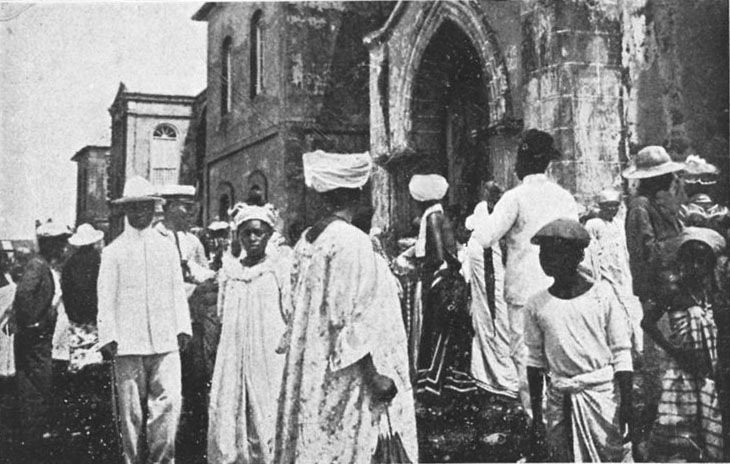
Bengas de Corisco (1910).

En general, España prestó poca atención a Corisco. En el inicio del siglo XX fue parte de la Administración de Elobey, Annobón y Corisco y se hicieron sellos con su nombre que son muy apreciados por los filatelistas debido a su rareza. Esta administración se convirtió en parte integral de la Guinea Española y, más tarde, parte de Guinea Ecuatorial después de su independencia.

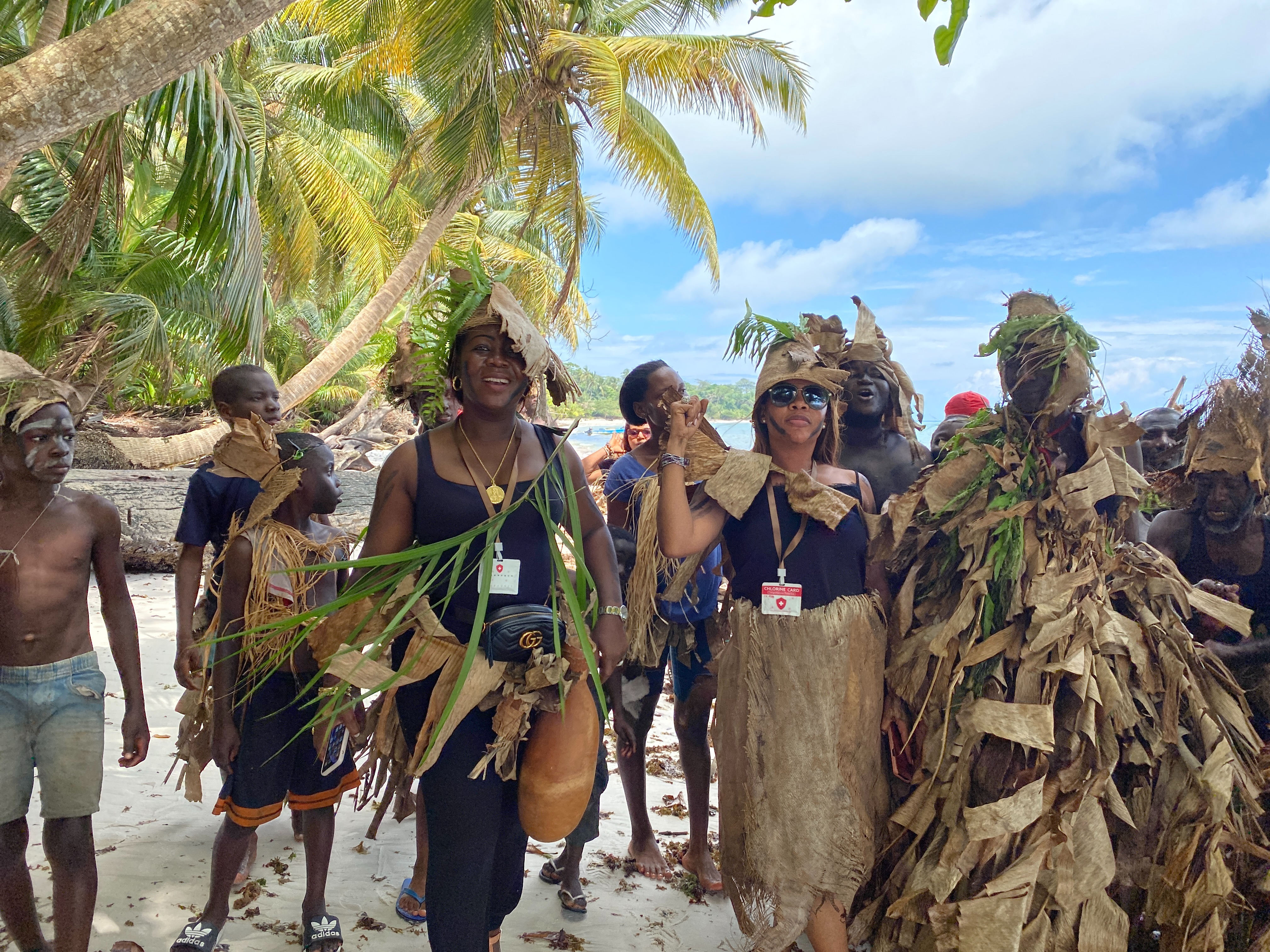
Fiesta tradicional de los benga, año 2020.

Corisco y los alrededores de la bahía de Corisco tienen interés en los últimos años por sus reservas de petróleo. Un consorcio formado por las compañías Elf Aquitaine y Petrogab empezó prospecciones en el año 1981.

### SigloXXI
Al sur de la isla de Corisco y de las Elobey se encuentran tres islotes que eran objeto de disputa con Gabón (Mbañe, Cocoteros y Conga), de los cuales el más grande, Mbañe (también llamado Banyé o Banian), tiene una superficie de 30 hectáreas (0,30 km²). El conflicto sobre su posesión siguió sin resolverse durante décadas, aunque en noviembre de 2016 ambas partes firmaron un acuerdo que estableció que la disputa pasaría a la Corte Internacional de Justicia de La Haya. El 19 de mayo de 2025, la Corte Internacional de Justicia emitió su decisión de que el título legal de la isla Mbañe, una isla de unas treinta hectáreas, y dos islotes más pequeños, Cocoteros y Conga, estaba en poder de España, que luego lo transfirió a Guinea Ecuatorial cuando se independizó en 1968, no a Gabón.